# Antrophyum castaneum
Antrophyum castaneum là một loài dương xỉ trong họ Pteridaceae. Loài này được H. Itô mô tả khoa học đầu tiên năm 1936.